# Drymoluber apurimacensis
Drymoluber apurimacensis là một loài rắn trong họ Rắn nước. Loài này được Lehr, Carrillo & Hocking mô tả khoa học đầu tiên năm 2004.